# أيتام الصحراء
أيتام الصحراء فلم وثائقي من إنتاج قناة الجزيرة عرض في ثلاث حلقات خلال ثلاثة أسابيع من صيف عام 2017 م. صور الفيلم ما سماه معاناة شعب الطوارق وتشردهم في الصحراء الإفريقية الكبرى التي هي موطنهم الأساسي. عرضت قناة الجزيرة الفيلم خمس مرات. ابتدأ الفيلم بقول المعلق: «إنهم أحد أفقر الشعوب في العالم وأكثرهم عزلة والأكثر تسليحاً، جيشٌ من الفقراء في أرضٍ تسخو بالثروات الطبيعية، شعبٌ يمتهن الرعي في أرضٍ يقتلها الجفاف» ومن هذه البداية المتناقضة ابتدأ الفيلم ليكشف أسرارا وخبايا عن شعب الطوارق

## القضايا التي ناقشها الفيلم
سلط هذا الفيلم الضوء على عدة قضايا أهمها
1. الفقر والحرمان الذي عانى منه الطوارق وبالأخص في دولتي النيجر ومالي
2. الحركة الوطنية لتحرير أزواد حيث عرض الفيلم سبب انضمام المقاتلين إلى هذه الحركة وكيفة نشأتها.

ولقاءات مع بعض قادة الحركة والمقاتلين فيها. وتحدث الفلم عن إبراهيم أغ بهنقا ووصفه بأنه العقل المدبر لحركة المقاتلين والأسلحة التي حصلوا عليها وأن لديه القدرة لتوحيد جهود الطوارق للقيام بثورة شاملة. ثم ذكر الفيلم أن بهنقا قتل قبل ساعات من اجتماع هام مع كامل قادة الطوارق قتل في حادث غامض في جوف الصحراء
1. حلم الانفصال:

تحدث الفيلم عما سماه حلم الانفصال وعقد لقاءات مع سكان محليين ومقاتلين وذكروا أن حلمهم وهدفهم الوحيد الانفصال عن مالي والنيجر
1. رحلة البحث عن الماء: صور الفيلم كيفية الحصول على الماء في قلب الصحراء حيث لا معدات ولا يوجد دعم حكومي كما ذكر الفيلم ذلك وصور الأناس الذين يفقدون عقولهم أو يموتون أثناء البحث عن الماء أو انهيار البئر على من يقوم بحفره ودفنه في الرمال خلال ثوان
2. نفوق الماشية: الطوارق شعب يعتمد على الرعي فكل عائلة لها ماشيتها الخاصة وبما أنهم معزولون في الصحراء ولا يصل الدعم الحكومي إلى منطقتهم فهناك أعداد كبيرة من الماشية تنفق كل عام
3. ثورات الطوارق:

تحدث الفلم عن ثورات الطوارق وتاريخهم في الحروب وركز بشكل خاص على ثورة الطوارق 2012
1. فرنسا ويورانيوم النيجر:

ابتدأ مقدم الفلم هذه الفقرة بقوله: «الاختبار الذرّي الفرنسي الأول في عام 1960 في الصحراء الكبرى موطن الطوارق، كانت قوة الانفجار تُعادل 4 أضعاف قوة انفجار هيروشيما وقد أسسّ ذلك لبروز فرنسا قوة نووية عالمية حيث جلب اليورانيوم القادم من أرض الطوارق في الصحارى النور إلى فرنسا وزاد من مناعتها وازدهارها، لكنّ المالك الحقيقي لتلك الثروة وهي دولة النيجر أُهملت وصُنّفت كأفقر دولةٍ في العالم في حين يكابد الطوارق من أجل إطعام أطفالهم» وقال أيضا أثناء عرض هذه الفقرة «منذ عقود وفرنسا تعتمد على النيجر في توفير اليورانيوم الذي يغذي مفاعلاتها النووية، وتعمل شركة أريفا المملوكة من قبل الدولة في استخراجه على مدار الساعة منذ أربعين عاما، مخلفة ما يسميه المراقبون ملايين الأطنان من المخلفات النووية التي تلعب بها رياح الصحراء. أرليت مدينة المناجم -التي تقع ضمن موطن الطوارق في صحراء النيجر- يلفها كفن من الغبار يقول المهتمون بالبيئة إنه مشع نوويا.» صور الفلم تأثيرات المخلفات الإشعاعية في المنطقة التي أدت إلى قتل العديد من الأشخاص والمواشي.
وفي مزيد من التناقضات قال مقدم الفيلم: «يذكر أنه حتى الآن لم يحصل أن سمحت الحكومة النيجرية لأي جهة مستقلة بإجراء دراسة شاملة لتأثيرات أربعين سنة من استخراج اليورانيوم على هذه المنطقة، مع العلم أن رئيس البلاد محمدو إيسوفو نفسه كان يرأس منجم أريفا»
1. ثورة طوارق النيجر:

سلط الفيلم الضوء على ثورتي طوارق النيجر في العامي 2007 وعام 2008 . بسبب التهميش وأضرار المخلفات النووية كما يقول الفيلم.